# Sydney Paxton

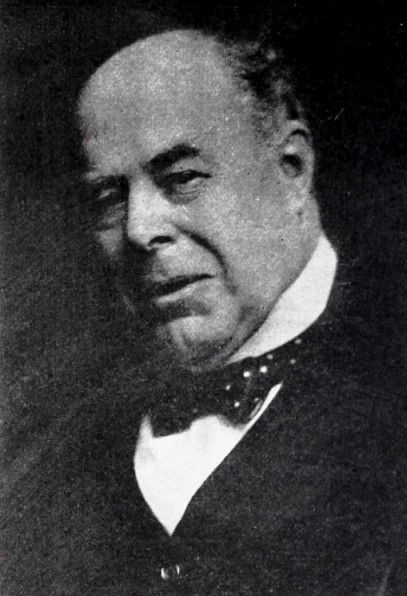
Sydney Paxton em 1925

Sydney Paxton (1860 – 1930) foi um ator britânico de cinema e teatro.

## Filmografia selecionada
- A Man's Shadow (1920)
- The Bachelor's Club (1921)
- The Rotters (1921)
- Single Life (1921)
- The Old Country (1921)
- The Prince and the Beggarmaid (1921)
- Money (1921)
- The Card (1922)
- Becket (1923)
- Little Miss Nobody (1923)
- The Fair Maid of Perth (1923)
- The Midnight Girl (1925)